# ISO 3166-2:WS

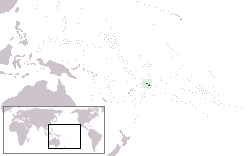
Lokace Samoi na mapě

Kódy ISO 3166-2 pro Samou identifikují 11 regionů (stav v roce 2015). První část (WS) je mezinárodní kód pro Samou, druhá část sestává ze dvou písmen identifikujících region.

## Seznam kódů
```
WS-AA A'ana
WS-AL Aiga-i-le-Tai
WS-AT Atua
WS-FA Fa'aaaleleaga
WS-GE Gaga'emauga
WS-GI Gagaifomauga
WS-PA Palauli
WS-SA Satupa'itea
WS-TU Tuamasaga
WS-VF Va'a-o-Fonoti
WS-VS Vaisigano
```